# De schepping van Adam

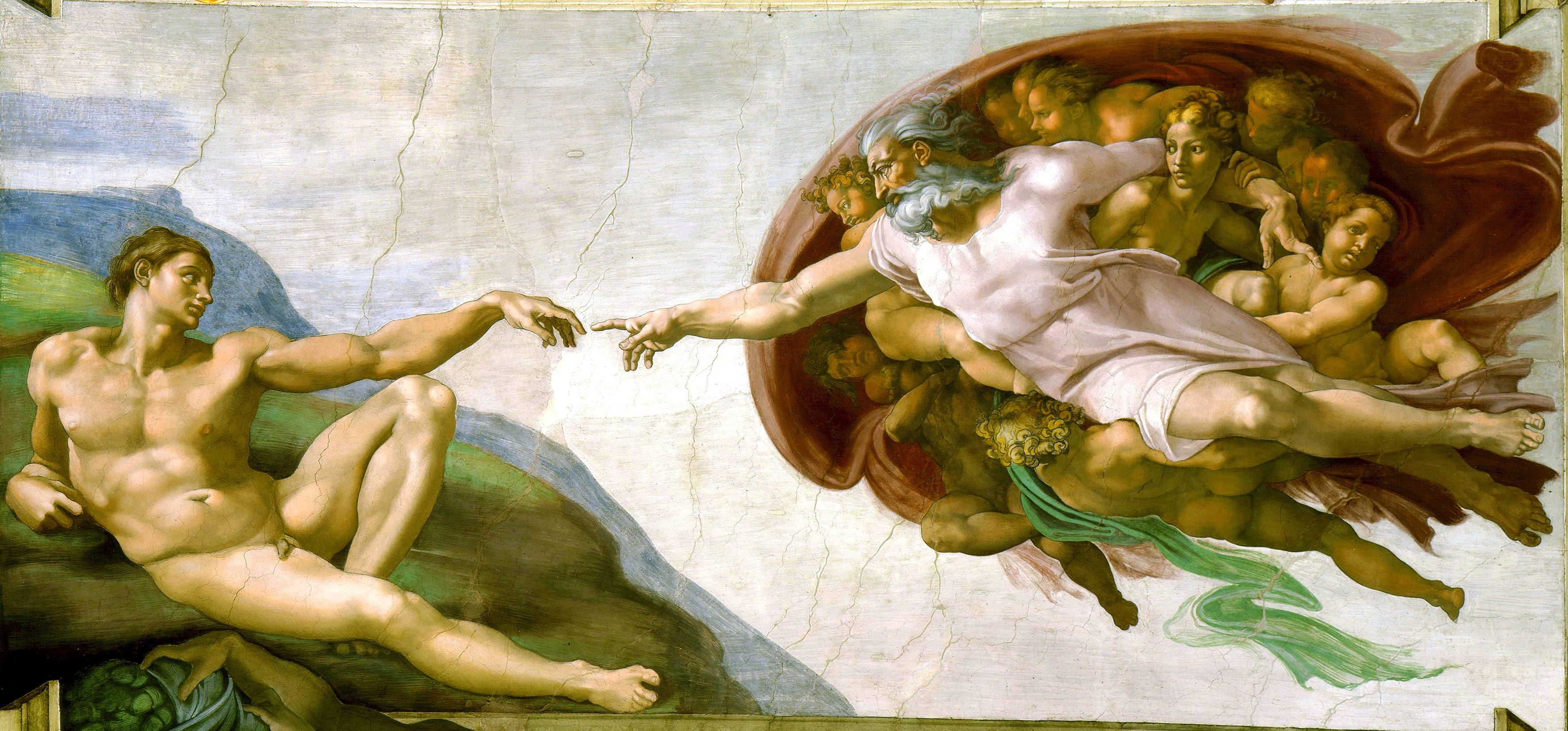
De schepping van Adam

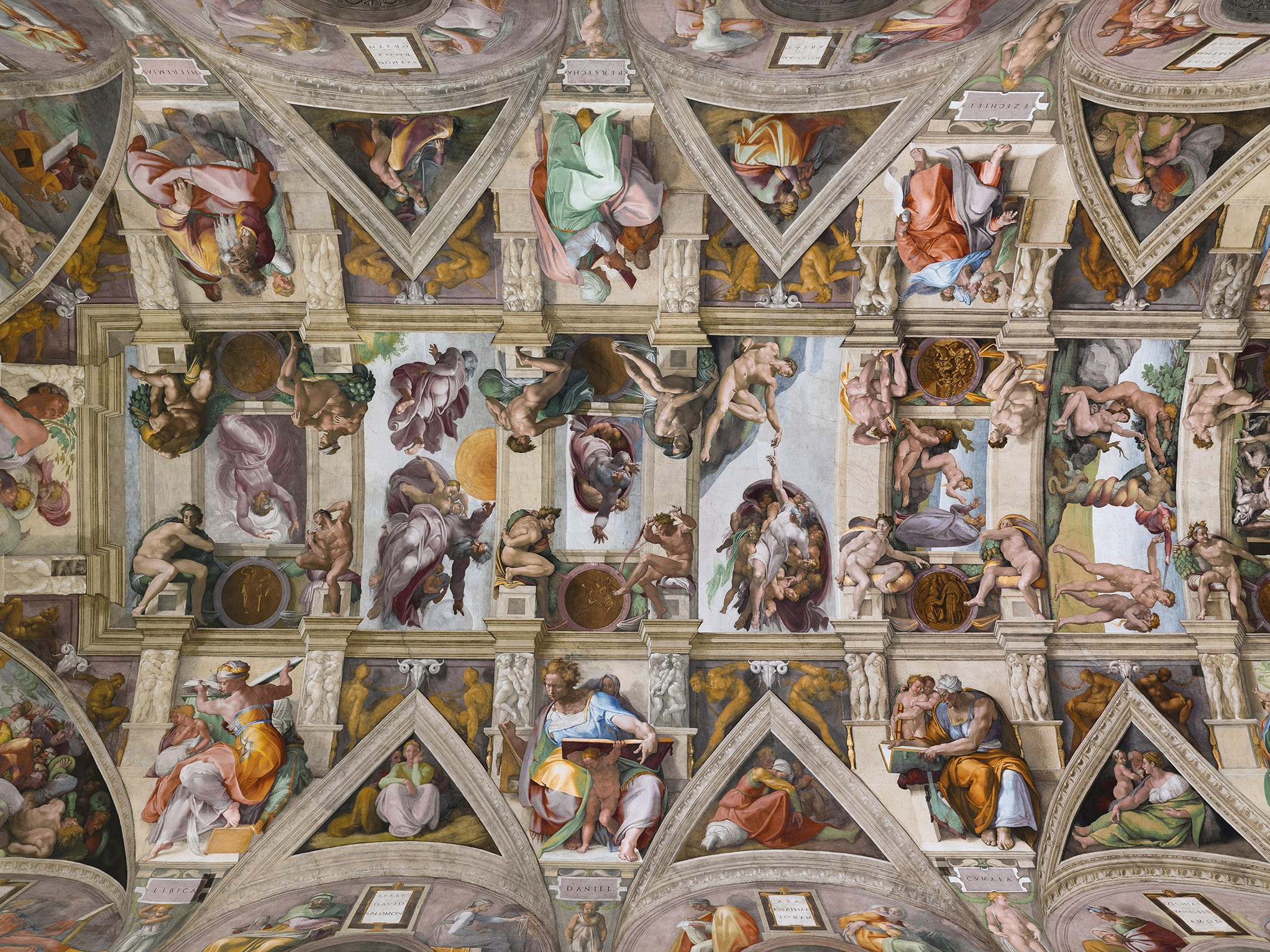
De schepping van Adam in context.

De schepping van Adam is een onderdeel van het fresco op het gewelf van de Sixtijnse Kapel in Vaticaanstad geschilderd door Michelangelo rond 1511.
Het werk is de uitbeelding van het Bijbelse verhaal uit het boek Genesis waarin God de Vader leven blaast in Adam. Van de fresco's naar Genesis in de Sixtijnse Kapel is het chronologisch in het verhaal de vierde afbeelding. Michelangelo werkte deze fresco als een van de laatste in de reeks af. Het werk meet 5,7 bij 2,8 meter.

## Analyse
God wordt afgebeeld als een oudere man met witte baard, gekleed in een wervelende mantel terwijl Adam, linksonder op de afbeelding, volledig naakt is. Gods rechterarm is uitgestoken om een levensvonk van zijn eigen vinger over te dragen aan die van Adam, wiens linkerarm gespiegeld aan die van God is uitgespreid, een verwijzing naar de gedachte dat de mens is geschapen naar het beeld en de gelijkenis van God (Gen. 1:26). Een ander punt is dat de vingers elkaar niet aanraken. Het wekt de indruk dat God, de gever van het leven, het nog aan Adam moet gaan geven; ze zijn nog niet op "gelijke hoogte".
Er bestaan veel hypothesen met betrekking tot de identiteit en betekenis van de twaalf personen rond God. De persoon beschermd door Gods linkerarm zou Eva kunnen zijn, gezien het vrouwelijke uiterlijk en de blik naar Adam. Andere suggesties zijn Jezus' moeder Maria, Sophia de godin van de wijsheid, de verpersoonlijkte menselijke ziel of een vrouwelijke engel.
De schepping van Adam wordt over het algemeen gezien als verbeelding van het tekstfragment "En God schiep de mens naar Zijn beeld; naar het beeld van God schiep Hij hem" (Gen. 1:27). De inspiratie voor Michelangelo's behandeling van het onderwerp kan afkomstig zijn van een middeleeuwse hymne, "Veni Creator Spiritus", waarin gesproken wordt over de 'vinger van de vaderlijke rechterhand' (digitus paternae dexterae).

## Referentie
Dit artikel of een eerdere versie ervan is een (gedeeltelijke) vertaling van het artikel The Creation of Adam op de Engelstalige Wikipedia, dat onder de licentie Creative Commons Naamsvermelding/Gelijk delen valt. Zie de bewerkingsgeschiedenis aldaar.
Beeldhouwwerk: Madonna della scala (ca. 1491) · Strijd van de centauren (1492) · Crucifix (1492) · Sint Proculus · Sint Petronius · Bacchus (1497) · Pietà (ca. 1498-1499) · Madonna met kind (1501-1504) · David (ca. 1501-1504) · Tondo Pitti (1503) · Beelden van Paulus en Petrus op het Piccolomini-altaar, 1503 en 1504 · Tadei Tondo (1504-1506) · Matteüs (1505) · Mozes (1513-1516) · Rebellerende Slaaf (ca. 1513) · Stervende Slaaf (ca. 1513) · Cristo della Minerva (1515-1521) · Nieuwe Sacristie · Giuliano de' Medici · de Dag · de Nacht · Lorenzo de'Medici · de Ochtend · de Avond · De Medici Madonna · Jonge Slaaf (1520-1523) · Atlas Slaaf (1520-1523) · Bebaarde Slaaf (1520-1523) · Ontwakende Slaaf (1520-1523) · Apollo (1530) · Hurkende jongen (1530-1534) · De Overwinning (1532-1534) · Brutus (1540) · Florence Pietà (1547-1553) · Rondanini Pietà (1550-1564) 

Schilderij: De Verzoeking van de H. Antonius (1487-1488) · Madonna met kind en St.-Johannes en de engelen (ca. 1497) · De Graflegging (1500-1501) · Tondo Doni (ca. 1504) · Plafond van de Sixtijnse Kapel (1508-1512) · Het laatste oordeel (1541) · De bekering van Paulus (1542-1545) · De kruisiging van Petrus (1546-1550) 

Architectuur: Biblioteca Medicea Laurenziana (Florence, 1525) · Piazza del Campidoglio (Rome, 1536-1546) · Koepel van de Sint-Pietersbasiliek (Rome, 1546-1564) · Santa Maria degli Angeli e dei Martiri (Rome, 1561) · Porta Pia (Rome, 1564)
- Nationale Bibliotheek van Israël: 987007361164805171
- Virtual International Authority File: 212275708